# Baden Open 2008
Il Baden Open 2008 è stato un torneo di tennis facente parte della categoria ATP Challenger Series nell'ambito dell'ATP Challenger Series 2008. Il torneo si è giocato a Karlsruhe in Germania dal 26 maggio al 1º giugno 2008 su campi in terra rossa e aveva un montepremi di $35 000+H.

## Vincitori

### Singolare
Tejmuraz Gabašvili ha battuto in finale  Tobias Kamke con il punteggio di 6–1 6–4

### Doppio
Daniel Köllerer /  Frank Moser hanno battuto in finale  Jun Woong-sun /  Joseph Sirianni con il punteggio di 6–2 7–5